# 6752 Ashley
A 6752 Ashley (ideiglenes jelöléssel 4150 T-1) a Naprendszer kisbolygóövében található aszteroida. Cornelis Johannes van Houten,  Ingrid van Houten-Groeneveld és Tom Gehrels fedezte fel 1971. március 26-án.